# Ralph Kirshbaum
Ralph Henry Kirshbaum (Denton, 4 de març de 1946) és un violoncel·lista estatunidenc, que viu actualment a Los Angeles. Durant la seva carrera ha aconseguit treballar amb les principals orquestres de tot el món, ha obtingut premi en diversos congressos internacionals i ha realitzat nombrosos enregistraments.

## Formació
El seu pare era Joseph Kirshbaum (San Diego, 12 de desembre de 1911 - La Jolla, San Diego, 27 de gener de 1996) va ser violinista, compositor, director i alumne i professor de Yale. S'havia unit a la facultat del nord de Texas en 1944. Abans d'unir-se a la facultat, Kirshbaum havia dirigit l'Orquestra del Festival Messies de Lindsborg, KS. I abans d'això, havia organitzat i dirigit l'Orquestra de Cordes del Conservatori d'Oberlin. També havia ensenyat cordes a Cornell. La seva dona, Gertrude Morris Kirshbaum (1912-1973) va ensenyar arpa a la Texas Woman's University . Kirshbaum, durant 25 anys, va ser un cèlebre director de la Orquestra Simfònica de l'Est de Texas. Es va retirar de l'ETSO el 1978.
Ralph Kirshbaum va començar les classes de violoncel amb el seu pare Joseph Kirshbaum, als sis anys. Als 11 anys, va continuar les classes amb Roberta Guastafeste (de soltera Harrison el 1929) que, aleshores, formava part de la facultat de música de la "Southern Methodist University" i també era membre de la "Dallas Symphony Orchestra". Als 14 anys, va començar a estudiar violoncel amb Lev Aronson i després amb l'"Orquestra Simfònica de Dallas". Kirshbaum va guanyar nombrosos premis com a estudiant i va aparèixer com a solista amb la Dallas Symphony als 15 anys.
Kirshbaum va continuar la seva educació a la "Yale School of Music", on va estudiar amb Aldo Parisot. Es va graduar a Yale magna cum laude i a Phi Beta Kappa amb els més alts honors del departament. El 1968 se li va concedir una beca Fulbright, però els problemes de registre del Servei Selectiu li van impedir utilitzar-la.

## Carrera
Kirshbaum va atraure l'atenció internacional quan va guanyar premis al Primer Concurs Internacional Cassadó de Florència, Itàlia, el 1969 i, posteriorment, al Concurs Internacional Txaikovski de Moscou el 1970. Va debutar en recital londinenc al Wigmore Hall el 1970, amb la seva orquestra professional. Debut (interpretant les Variations de Txaikovski sobre un tema rococó el 1972 amb la New Philharmonia Orchestra de Londres) i el seu debut a Nova York al Metropolitan Museum of Art el 1976.
En la seva llarga carrera, Kirshbaum ha aparegut com a solista amb la majoria de les orquestres més importants del món, incloses la BBC Symphony, la Berlin Radio Symphony Orchestra, la Boston Symphony, la Chicago Symphony, l'Orquestra de Cleveland, la Dallas Symphony, The Hallé, Houston Symphony, London Symphony, Los Angeles. Filharmònica, New Philharmonia Orchestra, Philharmonia Orchestra, Pittsburgh Symphony, San Francisco Symphony i molts més. Com a músic de cambra ha col·laborat amb Yefim Bronfman, Peter Frankl, el Juilliard String Quartet, Garrick Ohlsson, György Pauk, Itzhak Perlman, Gil Shaham, el Tokyo String Quartet, Pinchas Zukerman i altres. En particular, la seva llarga col·laboració com a trio amb Frankl i Pauk va donar lloc a un gran nombre de concerts i enregistraments. La BBC va encarregar Fourteen Little Pictures de James MacMillan per celebrar el seu 25è aniversari el 1997. Ha participat en nombrosos festivals de música arreu del món. Va fundar l'RNCM Manchester International Cello Festival el 1988 i va ser el seu director artístic fins a la seva gran final el 2007, que es va celebrar al "Royal Northern College of Music", on havia impartit classes.
A la tardor de 2008, Kirshbaum va assumir una posició a la "Thornton School of Music" de la Universitat del Sud de Califòrnia com a president del departament de corda i Gregor Piatigorsky president de violoncel, una posició de beca. És la quarta persona que ocupa la càtedra Piatigorsky de violoncel. Els tres predecessors van ser Lynn Harrell (1986–1993) (també de Denton, Texas), Ronald Leonard (1993–2003) i Eleonore Schoenfeld (2004–2007). Kirshbaum ha publicat nombrosos enregistraments; més avall es mostren seleccions de la seva discografia. El seu violoncel el va fabricar el 1729 el constructor venecià Domenico Montagnana.

## Vida privada
Ralph Kirshbaum i la seva dona Antoinette tenen un fill, Alex, que va estudiar música a la Rimon Music School d'Israel.

## Discografia parcial
- Bach: Suites per a violoncel. EMI/Virgin Classics. (gravat el 1993; publicat el 2000, 2002, 2004).
- Barber: Concert, amb Scottish Chamber Orchestra; Sonata, amb Roger Vignoles, piano. Virgin Classics. (2001)
- Beethoven: Trio amb piano en si bemoll major op. 97 Archiduc i Dvořák: Trio amb piano, Op. 90 ("Dumky"), amb György Pauk, violí i Peter Frankl, piano. BBC.
- Brahms: Doble Concert; Beethoven: Triple Concert, amb Pinchas Zukerman, violí, John
- Browning, piano i l'Orquestra Simfònica de Londres. RCA. (1998)
- Brahms: Trios amb piano, amb György Pauk, violí i Peter Frankl, piano. EMI/Àngel.
- Elgar: Concert per a violoncel; Walton: Concert per a violoncel, amb la Royal Scottish National Orchestra. Chandos. (gravat el 1979; publicat el 1994, 2001, 2006)
- Haydn: Concert núm. 2 en re major per a violoncel i orquestra; Sinfonia Concertante, amb Pinchas Zukerman, violí, Gordon Hunt, oboè, Robin O'Neill, fagot i English Chamber Orchestra. RCA/BMG. (1993)
- Prokofiev: Sonata en do major; Xostakovitx: Sonata en re menor; Rachmaninov: Vocalitzar, amb Peter Jablonski, piano. (gravat el 2005; llançat el 2007)
- Tippett: Concert Triplo, amb György Pauk, violí, Nobuko Imai, viola i London Symphony Orchestra. Philips/Londres/Decca. (1990) (Enregistrament d'estrena mundial; Enregistrament de l'any de la revista Gramophone)